# Do zobaczenia, chłopcy
Do zobaczenia, chłopcy (fr. Au revoir les enfants) – francusko-niemiecki dramat filmowy z 1987 roku w reżyserii Louisa Malle’a. Zdjęcia kręcono w Provins i Fontainebleau.
W roku 1995, z okazji stulecia narodzin kina, film znalazł się na watykańskiej liście 45 filmów fabularnych, które propagują szczególne wartości religijne, moralne lub artystyczne.

## Fabuła
Rok 1944, Francja pod okupacją Niemiec. 12-letni Julien wychowuje się w szkole katolickiej z internatem na prowincji. Do jego szkoły trafia trzech nowych uczniów. Wśród nich jest Jean, z którym Julien najpierw rywalizuje, a potem się zaprzyjaźnia. Z biegiem czasu, Julien łączy fakty i odkrywa, że Jean i dwaj nowi uczniowie są Żydami ukrywanymi przez ojca Jeana. Julien nie do końca zdaje sobie jednak sprawę z powagi sytuacji. Podczas wizytacji szkoły przez hitlerowskich inspektorów, robi fatalny błąd, który może kosztować życie zarówno jego żydowskich kolegów jak i ojca-dyrektora.

## Główne role
- Gaspard Manesse – Julien Quentin
- Raphael Fejtö – Jean Bonnet / Jean Kippelstein
- Francine Racette – matka Quentina
- Stanislas Carré de Malberg – François Quentin
- Philippe Morier-Genoud – ojciec Jean
- François Berléand – ojciec Michel
- François Négret – Joseph
- Peter Fitz – Muller

## Nagrody i nominacje
Oscary za rok 1987
- Najlepszy film nieanglojęzyczny – reż. Louis Malle (nominacja)
- Najlepszy scenariusz oryginalny – Louis Malle (nominacja)

Nagroda Louisa Delluca
- Nagroda dla najlepszego filmu francuskiego (1987)

Złote Globy 1987
- Najlepszy film zagraniczny – reż. Louis Malle (nominacja)